# سجق مجفف هولندي
السجق المجفف ( نطق هولندي: [ˈmɛtʋɔrst]  ( أنصت)</img> ) أو droge worst ( تنطق بالهولندية: [ˈdroːɣə ʋɔrst] ) نوع من النقانق الهولندية التقليدية. تتميز النقانق بنكهة قوية ، وهي مصنوعة من لحم الخنزير المفروم النيء الذي يتم تجفيفه بالهواء بعد ذلك.
دروج ورست يعني ببساطة "النقانق الجافة" ، في إشارة إلى عملية التجفيف وقوام المنتج. اسم metworst ( met كلمة من الألمانية الدنيا وتطلق على: "لحم الخنزير المفروم").
يشتهر Metworst تقليديا في جميع أنحاء هولندا وفلاندرز . معظم الإنتاج يتم في المقاطعات الشمالية لهولندا وخرونينجن وفريزلاند ودرينثي ، حيث تكون ظروف الرياح أكثر ملاءمة لتجفيف النقانق بالهواء بسرعة.